# Antitrinitarisme
Antitrinitarisme er en fællesbetegnelse for en række kristne retninger, der af den ene eller anden grund afviser dogmet om Treenigheden. Denne afvisning gør at antitrinitarerne ofte ikke regnes for kristne.

## Antitrinitariske grupper
- Arianere
- Christadelphians
- Jehovas Vidner
- Nardus
- Socinianere (polske brødre)
- Unitarer